# Sunred Engineering
Sun Race Engineering Development S.L., kurz Sunred (oder SUNRED bzw. SunRed), auch manchmal als SEAT SWISS, ist ein 2005 gegründetes spanisches Motorsportteam. Es ist vor allem durch sein Engagement in der Tourenwagen-Weltmeisterschaft und im GT-Sport bekannt.

## Geschichte

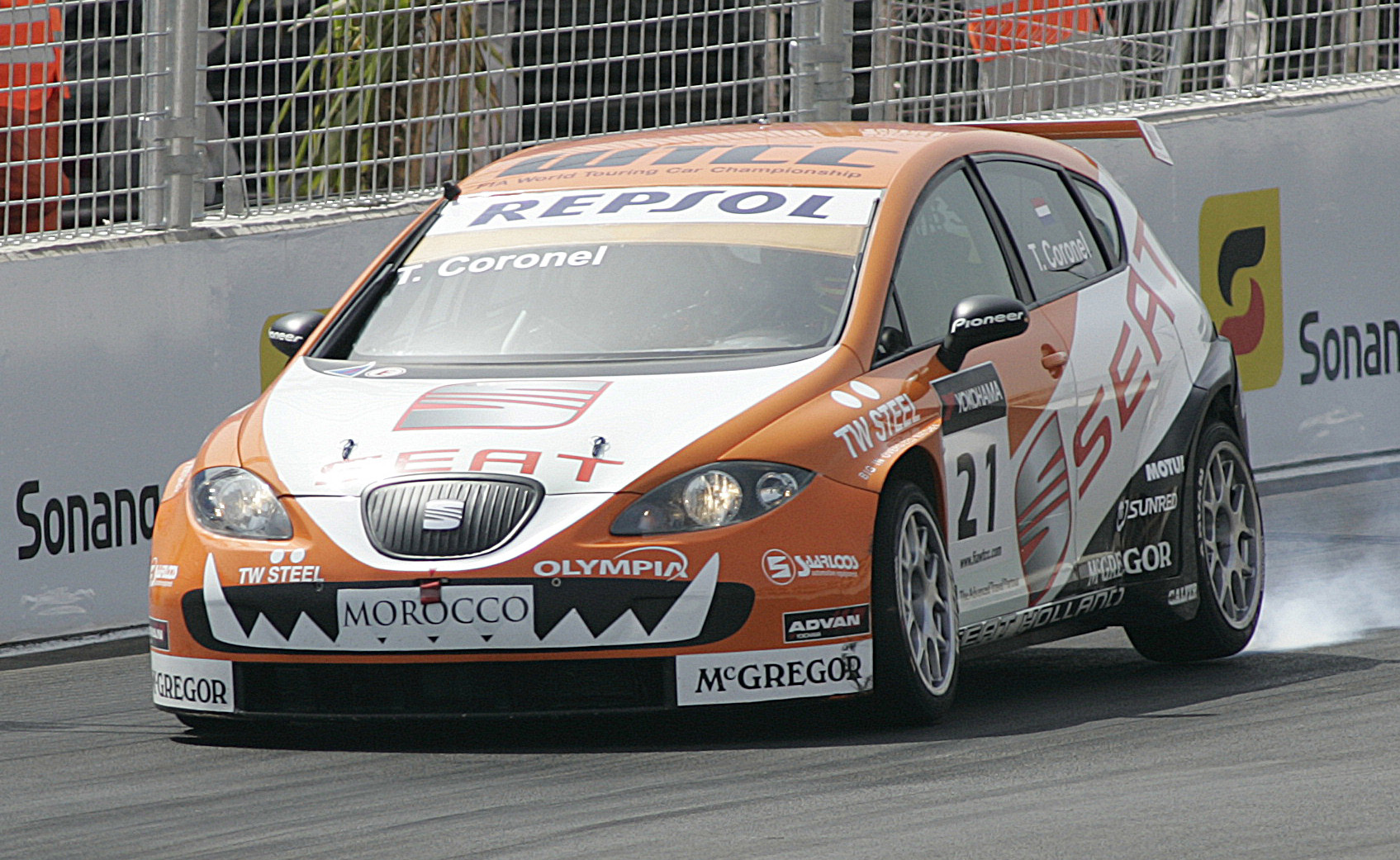
Tom Coronel beim WTCC-Rennen von Marokko 2009

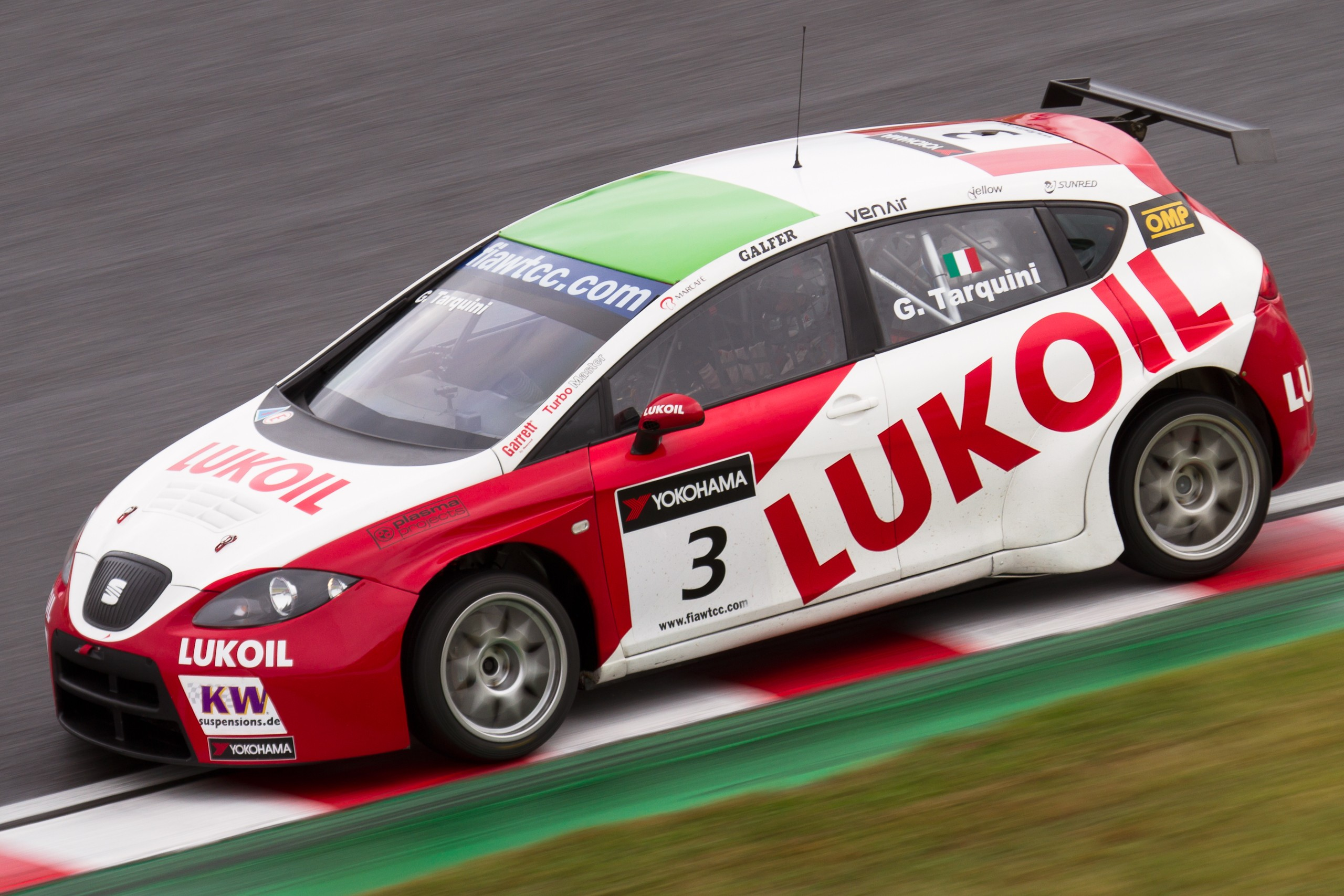
Gabriele Tarquini beim WTCC-Rennen von Japan 2011

### Tourenwagen-Weltmeisterschaft
Sunred nimmt seit Beginn der Saison 2008 an der Tourenwagen-Weltmeisterschaft teil. Als Fahrer wurde Tom Coronel im Seat Leon 2.0 TFSI für die komplette Saison verpflichtet. Es wurde auch ein zusätzliches Auto für denjenigen Fahrer bereitgestellt, der am vorangegangenen Wochenende im Seat Leon Eurocup die meisten Punkte erzielt hatte. Einer dieser Fahrer war 2008 Tom Boardman, der im Jahr 2009 bei Sunred neben Coronel die gesamte Saison bestritt. Coronel wurde 2009 bester Privatfahrer und Sunred das beste Privatteam.
Im Jahr 2010 ging Sunred als werksunterstütztes Team SR-Sport mit den ehemaligen Seat-Sport-Fahrern Gabriele Tarquini, Tiago Monteiro, Jordi Gené sowie Tom Coronel im Seat Leon 2.0 TDI an den Start. Des Weiteren wurden unter dem Namen Sunred zwei weitere Seat Leon 2.0 TDI für Michel Nykjær und Fredy Barth eingesetzt.
2011 setzte Sunred regelmäßig sechs Seat-Fahrzeuge in der Tourenwagen-Weltmeisterschaft ein. Für das Team Lukoil-SUNRED starteten Gabriele Tarquini und Alexei Dudukalo, für SUNRED Engineering Michel Nykjær, Tiago Monteiro und Pepe Oriola. Fredy Barth startete unter der Nennung von Seat Swiss Racing by SUNRED. Im Verlauf der Saison wechselten alle Fahrer vom Seat Leon 2.0 TDI auf den SUNRED SR Leon 1.6T. Hiroki Yoshimoto und André Couto absolvierten je einen Gaststart in Japan bzw. Macao.
Auch im Jahr 2012 war Sunred in der Tourenwagen-Weltmeisterschaft vertreten. Als Tuenti Racing Team wurden die gesamte Saison über Fahrzeuge für Tiago Monteiro und Pepe Oriola eingesetzt; Fernando Monje absolvierte einen Gaststart in Curitiba. Als SUNRED Engineering setzte das Team unregelmäßig Seats für Andrea Barlesi und Fernando Monje ein.

### Gran Turismo

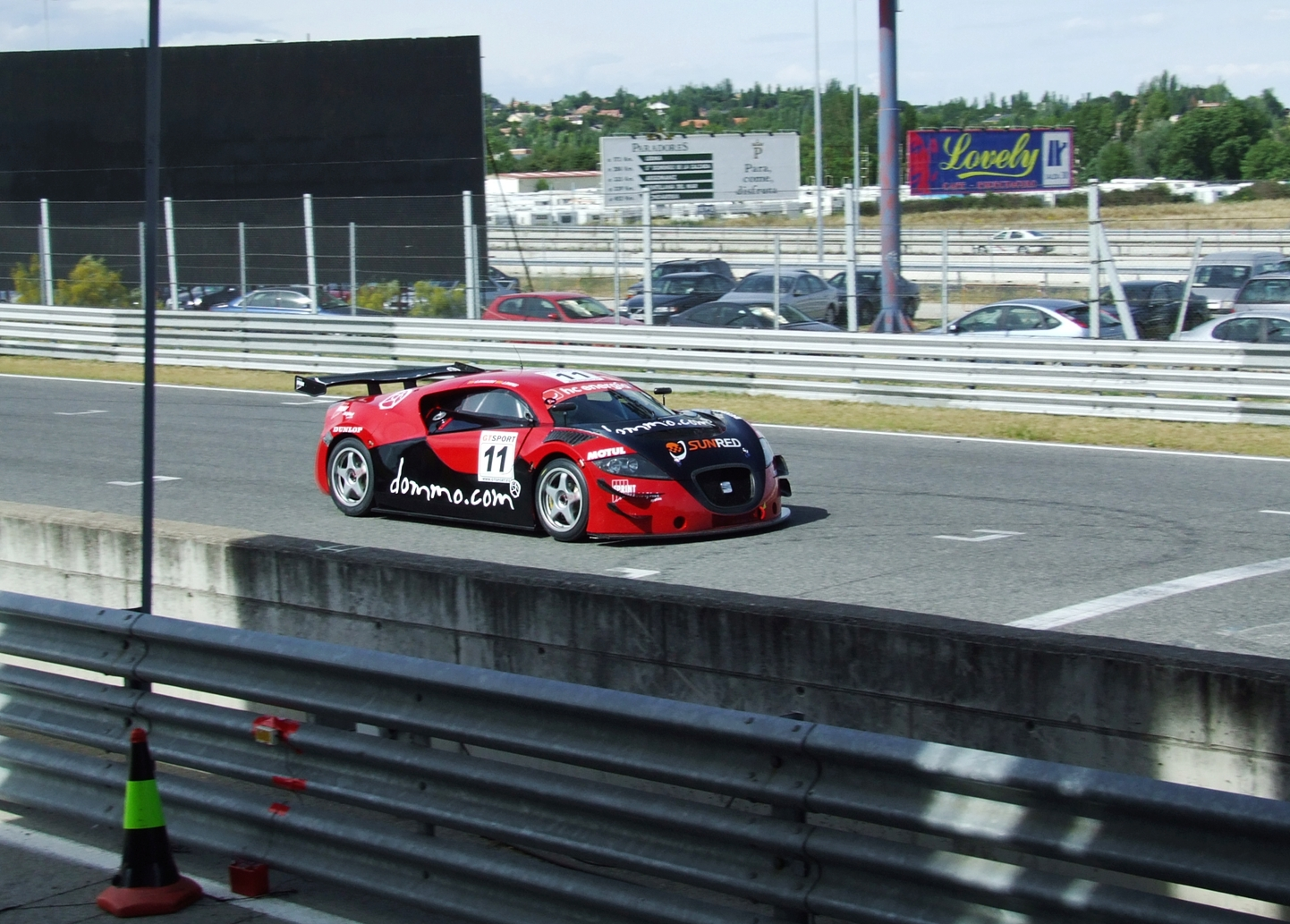
Ginés Vivancos und Joan Vinyes in einem Seat Cupra GT in der spanischen GT-Meisterschaft 2006

Seit 2005 startet Sunred in der spanischen GT-Meisterschaft und seit 2006 in der International GT Open. Seit 2007 verwendet das Team den selbstentwickelten Sunred SR21.
Im Jahr 2012 setzte Sunred in der FIA-GT1-Weltmeisterschaft durchgehend nur einen Ford GT ein, obwohl das Reglement zwei Fahrzeuge pro Team vorschrieb. Der Serienpromoter SRO initiierte den Einsatz, um das Feld zu füllen und kündigte vor der Saison an, dass Sunred unter indischer Nennung antreten könnte, um beim Finale in Indien ein lokales Team am Start zu haben.

### Markenpokale
Sunred setzte auch regelmäßig eine Vielzahl an Fahrzeugen im spanischen Seat Leon Supercopa und von 2008 bis 2010 im Seat Leon Eurocup ein. Oscar Nogués konnte 2008 den Eurocup gewinnen, 2009 wurde Freddy Barth mit Sunred Dritter und im letzten Jahr der Serie sicherte sich Michaël Rossi die Vizemeisterschaft.

## Erfolge
2008
- Gewinner des Seat Leon Eurocup mit Oscar Nogués.

2009
- Gewinner der Independent's Trophy der Tourenwagen-Weltmeisterschaft mit Tom Coronel.
- Gewinner der Independent's Teamwertung der Tourenwagen-Weltmeisterschaft.
- Gewinner der 24-Stunden-Rennens von Barcelona auf dem Circuit de Catalunya.

2010
- Gewinner des 24-Stunden-Rennens von Dubai.
- Zweiter der Fahrerwertung der Tourenwagen-Weltmeisterschaft mit Gabriele Tarquini.
- Zweiter des Seat Leon Eurocup mit Michaël Rossi.

2011
- Zweiter der Yokohama Teams’ Trophy der Tourenwagen-Weltmeisterschaft.
- Zweiter der Jay-Ten Trophy der Tourenwagen-Weltmeisterschaft mit Alexei Dudukalo.

2012
- Gewinner des European Touring Car Cup mit Fernando Monje.